# Kah Kyung Cho
Kah Kyung Cho, né le 7 juin 1927 à Séoul et mort le 15 janvier 2022, est un philosophe américain, spécialiste de phénoménologie, d'herméneutique, de philosophie allemande contemporaine et de philosophie est/ouest comparée. Il a travaillé avec des philosophes continentaux tels que Martin Heidegger et Hans-Georg Gadamer. Il enseigne actuellement à l'université d'État de New York.

## Formation et carrière
Cho est diplômé de l'université nationale de Séoul en Corée du Sud en 1952 puis fréquente l'université de Heidelberg en Allemagne afin de préparer un doctorat qu'il achève en 1957. Il est professeur à l'Université SUNY en 1971, et depuis, est aussi professeur invité auprès d'un certain nombre d'institutions dont l'université de Bochum en Allemagne et l'université d'Osaka au Japon.

## Publications (sélection)
Cette liste présente une sélection des publications du professeur Kah-Kyung Cho
- Philosophy and Science in Phenomenological Perspective (ed.), Phaenomenologica 95, Dordrecht 1984
- Bewusstsein und Natursein, Phänomenologischer West-Ost Diwan, Freiburg 1987 (Japanese translation, 1994)
- Phänomenologie der Natur (ed.), Freiburg, 1999
- Phänomenologie in Korea (ed.), Freiburg, 2001.